# Thomas Say
Thomas Say, ameriški naravoslovec in zoolog, * 27. junij 1787, Filadelfija, Pensilvanija, Združene države Amerike, † 10. oktober 1834, New Harmony, Indiana.
Rodil se je v znani kvekerski družini in sprva postal lekarnar, kmalu pa ga je prastric William Bartram navdušil za naravoslovje. Leta 1812 je bil eden od ustanovnih članov Naravoslovne akademije v Filadelfiji, najstarejše tovrstne ustanove v Združenih državah. Tam je pričel raziskovati favno žuželk Severne Amerike in odšel na več odprav, kjer je zbiral primerke. Med drugim je kot zoolog spremljal odpravo majorja Stephena Harrimana Longa v Skalno gorovje in porečje Missourija med letoma 1819 ter 1820. Poročilo odprave vsebuje prve znanstvene opise nekaterih lokalnih sesalcev in ptičev, med njimi kojota in turkiznega mavričarja.
Leta 1826 je odšel živet v kolonijo New Harmony v Indiani, utopični sociološki eksperiment Roberta Owena. Pred tem se je skrivoma poročil z ilustratorko Lucy Way Sistare, ki je kasneje postala prva ženska članica Naravoslovne akademije. V New Harmonyju je nadaljeval z delom z žuželkami in mehkužci, ki jih je opisal v dveh temeljnih delih:
- American Entomology, or Descriptions of the Insects of North America, 3 knjige. Filadelfija, 1824-1828.
- American Conchology, or Descriptions of the Shells of North America Illustrated From Coloured Figures From Original Drawings Executed from Nature, Knjige 1 - 6, New Harmony, 1830-1834; Knjiga 7, Filadelfija, 1836.

Zaradi teh in drugih prispevkov velja za začetnika sodobne entomologije v Združenih državah Amerike. Umrl je leta 1834 star komaj 47 let, domnevno zaradi tifusne vročice v New Harmonyju.